# Amor Gitano
«Amor Gitano» (рус. цыганская любовь) — песня в стиле Латин-поп, написанная Бейонсe совместно с Хайме Флоресом и Рейли Барба в качестве саундтрека к теленовелле «Zorro: La Espada y la Rosa» в 2007 году.
Записана в дуэте с Алехандро Фернандесом (Alejandro Fernandez) в январе 2007 года.
Занимала первые места в Spanish Singles Chart и GIB Singles Chart.